# Gildas Giménez
Gildas Giménez Fernández (* 12. Januar 2007 in Ouagadougou, Burkina Faso) ist ein spanischer Basketballspieler burkinischer Herkunft. Zumeist wird er auf den Positionen des Shooting Guards oder Small Forwards eingesetzt.

## Laufbahn

### Verein
Gildas Giménez begann seine Laufbahn mit neun Jahren in der Basketballmannschaft seiner Schule GSD Moratalaz in Madrid. In der Saison 2017/18 war er für CDE Uros de Rivas, aus Rivas-Vaciamadrid, aktiv, ehe sich der damals elfjährige Gildas im Sommer 2018 der Jugend von Real Madrid anschloss. Hier durchlief er fortan mehrere Nachwuchsmannschaften und gelangte 2023/24 in die A-Jugend der Madrilenen, spielte jedoch parallel dazu auch für das B-Team in der viertklassigen Liga EBA, wo er es in 25 Einsätzen auf durchschnittlich 5,5 Punkte pro Spiel brachte. Zudem konnte Gildas Giménez mit der A-Jugend das Euroleague Basketball Next Generation Tournament für sich entscheiden.
Sein Profidebüt feierte Gildas Giménez am 3. November 2024 in einer Meisterschaftsbegegnung gegen UCAM Murcia.

### Nationalmannschaft
Gildas Giménez bestritt mit Spanien die U16-Europameisterschaft 2023 und konnte mit seiner Landesauswahl durch ein 77:68 im Endspiel gegen Italien den Titel gewinnen. Er selbst war mit durchschnittlich 14,4 Punkten pro Spiel der beste Scorer seiner Mannschaft und wurde für seine Leistungen ins All-Tournament Team gewählt. Im darauffolgenden Sommer bestritt Gildas Giménez mit der U17-Nationalmannschaft die Weltmeisterschaft 2024 und erreichte das Viertelfinale, wo die Spanier mit 57:59 am Gastgeber Türkei scheiterten.

## Erfolge
Verein
- Euroleague Basketball Next Generation Tournament: 2023/24

Nationalmannschaft
- U16-Europameisterschaft 2023

Auszeichnungen
- All-Tournament Team der U16-Europameisterschaft 2023